# 30150 Laseminara
30150 Laseminara è un asteroide della fascia principale. Scoperto nel 2000, presenta un'orbita caratterizzata da un semiasse maggiore pari a 2,3611862 UA e da un'eccentricità di 0,1157804, inclinata di 6,48714° rispetto all'eclittica.